# Zlobice
Zlobice – gmina w Czechach, w powiecie Kromieryż, w kraju zlińskim. Według danych z dnia 1 stycznia 2012 liczyła 625 mieszkańców.
Składa się z dwóch części:
- Zlobice
- Bojanovice